# Clavier-Übung (Bach)

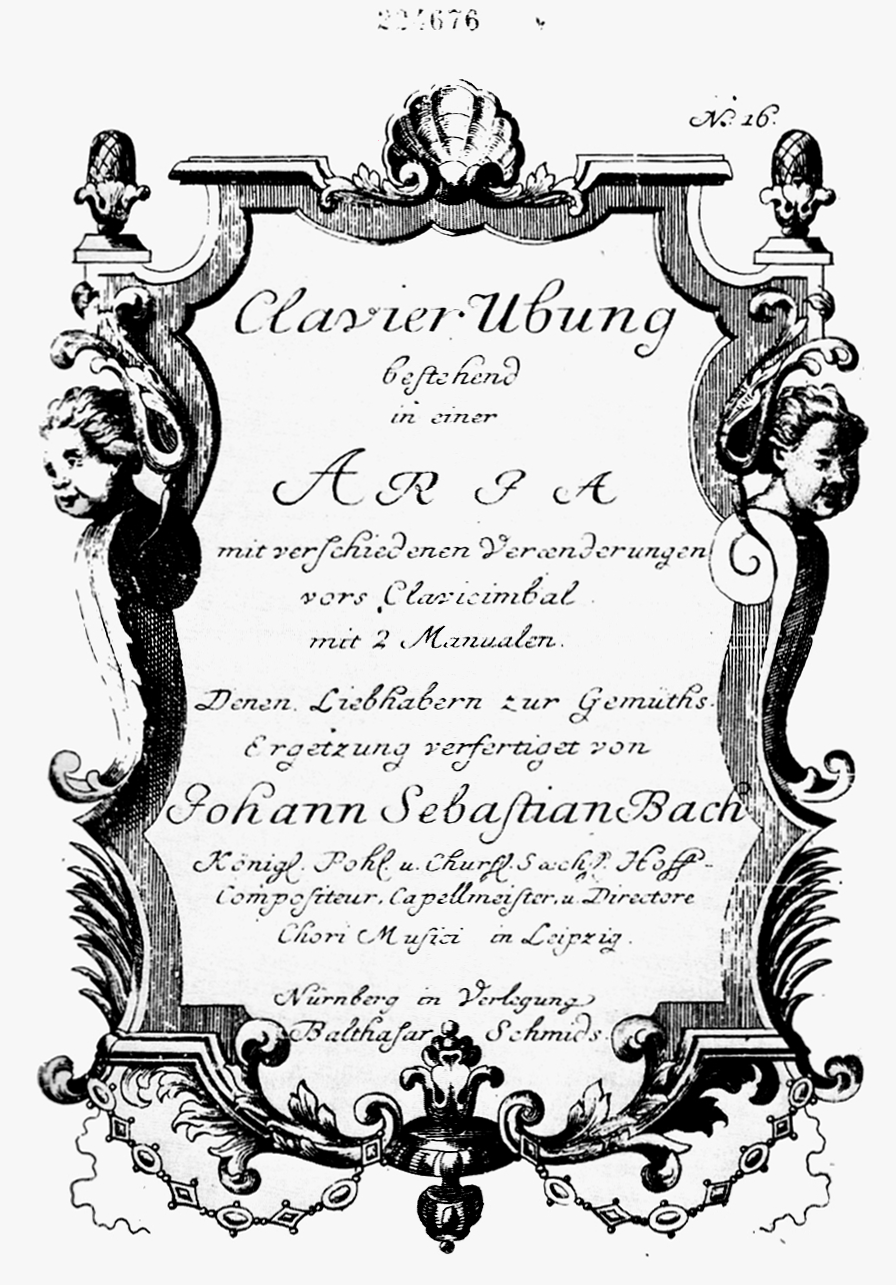
Portada de la primera edición de la cuarta parte del Clavier-Übung — integrada por las Variaciones Goldberg—, publicada en Núremberg en 1742.

Clavier-Übung (Ejercicio del teclado) es el título original, en alemán de su época, de la colección de composiciones para teclado (clave y órgano) que Johann Sebastian Bach compuso a lo largo de su vida y que publicó en cuatro partes, entre 1731 y 1742. En alemán moderno se usaría hoy la palabra compuesta Klavierübung. Una traducción adecuada al español puede ser Ejercicios para teclado.

## Contenido
La palabra ejercicio no debe entenderse en el sentido de estudios para la práctica de los instrumentos de teclado, sino en el más elevado sentido de un repertorio de obra demostrativa del nivel técnico, intelectual y artístico que habían alcanzado las composiciones de Bach para el teclado. Lo anterior, sin perjuicio de su utilidad como medio de desarrollo y exhibición de las habilidades de los instrumentistas de más alto nivel técnico. 
El nombre de la colección y su estructura, puede considerarse un homenaje de Bach a Johann Kuhnau, su predecesor como cantor en la iglesia de Santo Tomás de Leipzig, quien compuso y publicó con gran éxito dos entregas de su propio Clavier-Übung en 1689 y 1692, respectivamente.
La obra consta de cuatro partes, si bien hay estudiosos que argumentan que la obra El arte de la fuga BWV 1080, compuesta entre 1738 y 1742 y que quedó inacabada, pudo ser concebido por Bach como una quinta entrega de la serie, aunque no se tiene constancia de evidencias documentales que soporten el argumento. 

### Primera parte
La primera parte del Clavier-Übung consiste en las Seis partitas BWV 825-830 y aparecieron publicadas juntas en 1731, si bien fueron siendo compuestas entre 1726 y 1730. 
Siguiendo con la idea original de homenajear a Kuhnau, Bach desarrolló la primera parte de su Clavier-Übung siguiendo la misma estructura formal que su predecesor utilizó: una colección de suites, también denominados partitas, cada una de las cuales consta de los habituales movimientos. De hecho, Kuhnau compuso siete partitas para cada entrega, y hay indicios de que Bach también quiso incluir una séptima suite, pero que lo descartó por motivos editoriales.

### Segunda parte
Fue publicada en Núremberg en 1735 y consta de la Obertura francesa BWV 831, también denominada Partita en si menor y del Concierto italiano BWV 971. Esta publicación puede considerarse un díptico que confronta los dos estilos europeos dominantes en la época, con dos obras que pueden considerarse representativas de las formas musicales más a la moda según el gusto francés y el italiano de entonces. 
La Obertura francesa, es en realidad una extensa suite o partita de once movimientos de los que el más importante con mucho es la obertura que ha quedado como nombre y de los que debió ser excluida la habitual Allemande por no corresponder con el propósito demostrativo del gusto francés, por su raíz alemana. Nueve de los once movimientos están en la tonalidad de si menor. Una versión anterior de la obra, en la tonalidad de do menor, aparece en el Pequeño libro de Anna Magdalena Bach (Clavier-Büchlein vor Anna Magdalena Bach).
En el Concierto italiano parece que Bach pretendió sintetizar la claridad melódica italiana con el rigor estructural de la música alemana. Plantea para ello un concierto para clave en el que suprime el acompañamiento orquestal o, visto de otro modo, la reducción para clave de un inexistente concierto para clave y orquesta. Para imitar la alternancia de solos y tutti orquestales, Bach juega con dos mecanismos: pasajes rápidos son seguidos por pasajes lentos —dando la sensación del juego entre solista y orquesta por los cambios de velocidad- y pasajes ejecutados piano —que corresponderían al solista— son seguidos por otros con la indicación forte, dando la sensación de parte de la orquesta.

### Tercera parte
La tercera parte fue publicada en Leipzig en 1739 y fue dedicada en su integridad al órgano. Incluye por su orden en la publicación: el Preludio y fuga en mi bemol mayor, BWV 552 (el preludio aparece separado de la fuga, que va al final, después de los duetos), los Preludios corales, BWV 669-689, también denominados Misa alemana para órgano (Deutsche Orgelmesse), por ejemplo por Albert Schweitzer, y los Cuatro duetos, BWV 802-805. 
La estructura del Preludio y fuga para órgano parece basarse en la idea de la Trinidad según numerosas discusiones: tres bemoles en la armadura, tres secciones y tres grupos temáticos. Es una obra para órgano pleno, que explota todos los recursos técnicos del instrumento.
Los Preludios corales fueron denominados Misa para órgano por su destino litúrgico: Kyrie, BWV 669-671, Gloria, BWV 675, Diez Mandamientos, BWV 678, Credo, BWV 680, Padrenuestro, BWV 682, Bautismo, BWV 684), Penitencia, BWV 683 y Comunión, BWV 688. De cada una de las melodías corales hay dos versiones que difieren bastante entre sí: una grande que es una construcción polifónica austera y una pequeña, una versión reducida, que es de fácil ejecución para un organista.
Los Cuatro duetos son de estilo muy semejante a las Invenciones, BWV 772-786 y Sinfonías, BWV 787-801 del Pequeño libro de Wilhelm Friedemann Bach (Clavier-Büchlein vor Wilhelm Friedemann Bach), lo que permite pensar en un destino pedagógico. Debieron ser escritos para órgano —por el contexto y el análisis interno— aunque pueden ser ejecutados en un órgano sencillo sin pedalero. Se ha ejecutado muy frecuentemente al clave.

### Cuarta parte
La cuarta parte fue publicada en Núremberg en 1741 y está integrada por las Variaciones Goldberg (BWV 988). La obra consta de un aria, en la que se desarrolla el tema, treinta variaciones del mismo y una repetición final del aria. 
Las variaciones no se desarrollan a partir de la línea melódica del tema, sino en la forma de variaciones armónicas a partir de la línea del bajo.

## Partituras
Parte I
- «Seis partitas BWV 825-830» en el Proyecto Biblioteca Internacional de Partituras Musicales (IMSLP).

Parte II
- «Obertura francesa BWV 831» en el Proyecto Biblioteca Internacional de Partituras Musicales (IMSLP).
- «Concierto italiano BWV 971» en el Proyecto Biblioteca Internacional de Partituras Musicales (IMSLP).

Parte III
- «Preludio y fuga para órgano BWV 552» en el Proyecto Biblioteca Internacional de Partituras Musicales (IMSLP).
- «Corales BWV 669-678» en el Proyecto Biblioteca Internacional de Partituras Musicales (IMSLP).
- «Cuatro duetos BWV 802-805» en el Proyecto Biblioteca Internacional de Partituras Musicales (IMSLP).

Parte IV
- «Variaciones Goldberg BWV 988» en el Proyecto Biblioteca Internacional de Partituras Musicales (IMSLP).